# Neue Visionen
Neue Visionen ist ein unabhängiger Filmverleih mit Sitz in Berlin. Gegründet wurde das Unternehmen 1997 von Torsten Frehse und Wulf Sörgel und ist seit 2017 unter der gemeinsamen Geschäftsführung von Torsten Frehse und Sylvia Müller.
Der Verleih bringt im Jahr durchschnittlich 14 Erstaufführungen ins Kino. Das mehrfach mit dem Verleiherpreis ausgezeichnete Programm umfasst europäische Filmkunst, Komödien für das breitere Publikum und Dokumentarfilme.

## Geschichte
Neue Visionen geht aus einem von Torsten Frehse und Wulf Sörgel beteiligten kollektiven Kinobetrieb hervor. Zu den ersten Filmstarts des Verleihs nach der Gründung 1997 gehörten die Wiederaufführung des surrealistischen Films Black Moon von Louis Malle, der österreichische Spielfilm Suzie Washington und Express, Express von Igor Šterk.
Mit Erstaufführungen von Die totale Therapie und England! konnte Neue Visionen in den Jahren 2000 und 2001 erstmals mehrere 10.000 Besucher erreichen. Weitere Erfolge der Anfangszeit markieren die Kinostarts von Ken Loachs Filmen Bread and Roses oder The Navigators und die Wiederaufführungen von Jean-Luc Godards Filmklassikern Außer Atem und Die Geschichte der Nana S..
Mit Monsieur Claude und seine Töchter, der in den deutschen Kinos über 3,9 Millionen Zuschauer erreichte, gelang Neue Visionen 2014 der bis dato größte Erfolg.
In den folgenden Jahren wurden Filme wie Birnenkuchen mit Lavendel, Frühstück bei Monsieur Henri oder Monsieur Pierre geht online ins Verleihprogramm aufgenommen. Darüber hinaus bringt der Verleih regelmäßig Dokumentarfilme ins Kino.
Die Auswirkungen der COVID-19-Pandemie auf den deutschen Kinomarkt trafen den Verleih 2020 sehr hart.
Neue Visionen ist Mitglied der AG Verleih.

## Filme (Auswahl)
- 24 Wochen (Regie: Anne Zohra Berrached)
- Die Überglücklichen (Regie: Paolo Virzì)
- Der junge Karl Marx (Regie: Raoul Peck)
- Cold War – Der Breitengrad der Liebe (Regie: Paweł Pawlikowski)
- Womit haben wir das verdient? (Regie: Eva Spreitzhofer)
- Monsieur Claude 2 (Regie: Philippe de Chauveron)
- Land des Honigs (Regie: Ljubomir Stefanov, Tamara Kotevska)
- Und der Zukunft zugewandt (Regie: Bernd Böhlich)
- Über die Unendlichkeit (Regie: Roy Andersson)
- Eine Frau mit berauschenden Talenten (Regie: Jean-Paul Salomé)
- Wilma will mehr (Regie: Maren-Kea Freese)

## Auszeichnungen
2000 wurde Neue Visionen zum ersten Mal für die Verleiharbeit mit dem Verleiherpreis des Beauftragten der Bundesregierung für Kultur und Medien (BKM) ausgezeichnet. Seit seinem Bestehen wurde Neue Visionen diese Auszeichnung sieben Mal zuteil (2000, 2004, 2005, 2008, 2011, 2014, 2019).
Torsten Frehse wurde 2016 im Rahmen des 20-jährigen Jubiläums des Verleihs mit dem Ordre des Arts et des Lettres der Republik Frankreich für sein Engagement für die französische Filmkultur in Deutschland geehrt und zum Ritter der Kunst und Literatur ernannt. 2017 folgte die Auszeichnung des Verleihs mit dem French Cinema Award für den „außergewöhnlichen Beitrag zur Verbreitung des französischen Films“.